# 공조 (육조)
공조(工曹)는 고려와 조선의 중앙 행정 기관이었다.
공조(工曺)는 고려 성종 이전에는 공관(工官)이라는 명칭을 쓰다가 고려 성종 이후에 공부(工部)라는 명칭을 썼다. 그러나 원 간섭기 초엽 원종 14년(1273년)에 잠시 혁파되었다가, 충숙왕 11년(1324년)에 공조(工曺)로 다시 환원되었지만 이듬해(1325년)에 곧 또 다시 혁파되었다. 하지만 공민왕 5년(1356년)이던 때에 다시 공부(工部)로 환원되었고, 그 뒤 공민왕 8년(1359년)에 전공사(典工司)를 거쳐, 공민왕 14년(1365년)에 다시 공부(工部)가 되었다가, 공민왕 17년(1368년)에 또 다시 전공사(典工司)로 환원되었다. 이후 공양왕 1년(1390년)에, 그 때 비로소 공조(工曺)라는 명칭으로 바뀐다. 육조 가운데 국가의 토목 공사, 공예품과 도량형의 제작, 산림과 농업 관리, 소택 관리, 교통 업무 등을 관장하였다.
갑오개혁이 실시된 고종 31년(1894년)에 공무아문(工務衙門)과 농상아문(農商衙門)으로 기능이 분리되었다가 이듬해(1895년)에 농상공부(農商工府)로 합쳐졌다. 일제강점기 조선총독부 시절에는 농상공부가 조선시대와 대한제국의 공조의 업무를 이어받았으며 대한민국 임시정부에서는 노동국, 교통부, 선전부가 그 기능을 이어받았다. 갑오개혁이 실시된 고종31년인 1894년에 공무아문과 농상아문으로 기능이 분리되었다가 이듬해에 농상공부로 합쳐졌다.
고대 주나라에서 대사공(大司空)으로 불렀다하여 옛스럽게 별칭으로 부르기도 하였다. 동관(冬官), 수부(水府), 예작(例作), 수례(修例), 전공(典工)이라고도 한다. 공자가 53세에 대사공 등을 지내다가 이듬해 54세 되던 해에 대사구 지위로 자리를 옮겼다는 기록이 있다.

## 청사
공조 청사는 경복궁 광화문 앞 세종대로의 서편에 있었으며, 판서, 참판, 참의의 세 당상관이 근무하던 당상대청, 정랑과 좌랑이 근무하던 낭청대청 등의 건물이 존재하였다.

## 관직
| 품계  | 관직 | 정원 | 비고 |
| ----- | ---- | ---- | ---- |
| 정2품 | 판서 | 1명  |      |
| 종2품 | 참판 | 1명  |      |
| 정3품 | 참의 | 1명  |      |
| 정5품 | 정랑 | 3명  |      |
| 정6품 | 좌랑 | 3명  |      |

### 역대 공조의 당상관들

#### 역대 공조판서

##### 공조전서

###### 태조
- 이민도
- 장자충
- 양첨식
- 유한우

###### 정종
- 유한우

###### 태종
- 김보
- 양홍달

##### 공조판서

###### 태종
- 최이
- 한상경
- 김승주
- 이내
- 정구
- 유용생
- 박신
- 설미수
- 박자청
- 조연
- 최용소
- 윤향
- 박자청
- 권충
- 김남수
- 권충
- 조견
- 민여익
- 정구
- 황희
- 성발도
- 김여지
- 정진
- 심온
- 맹사성

###### 세종
- 맹사성
- 이적
- 이지실
- 조비형
- 최윤덕
- 정진
- 오승
- 이맹균
- 조비형
- 성달생
- 오승
- 성억
- 이명덕
- 정초
- 이명덕
- 조계생
- 성억
- 정연
- 최부
- 권전
- 이숙치
- 윤번
- 박안신
- 최부
- 김효성
- 안지
- 김효성
- 윤형
- 정인지

###### 문종
- 정인지
- 이선
- 정인지

###### 단종
- 정인지
- 최부
- 이사철
- 권맹손
- 박중림
- 박중손

###### 세조
- 이변
- 김문기
- 성봉조
- 김하
- 양정
- 심회
- 최항
- 이변
- 윤사윤
- 심결
- 김질
- 김수온
- 조관
- 윤사흔
- 구종직
- 임원준
- 어유소
- 서거정
- 남이
- 김예몽

###### 예종
- 김예몽
- 양성지

###### 성종
- 양성지
- 한계순
- 성임
- 정효상
- 어세공
- 김교
- 이예
- 양성지
- 유지
- 김양경
- 한치형
- 신승선
- 어세겸
- 윤계겸
- 손순효
- 권찬
- 정난종
- 신준
- 노공필
- 성건
- 한치례
- 여자신
- 유순

###### 연산군
- 유순
- 신준
- 홍귀달
- 변종인
- 성현
- 박안성
- 박숭질
- 이집
- 김응기
- 정미수
- 한사문
- 민효증
- 한사문
- 권균

###### 중종
- 권균
- 강혼
- 윤탕로
- 신용개
- 윤탕로
- 신용개
- 윤금손
- 정광세
- 윤금손
- 신윤무
- 박열
- 박영문
- 강혼
- 윤금손
- 강혼
- 박열
- 정광세
- 홍경주
- 안침
- 고형산
- 안당
- 유담년
- 안당
- 황형
- 강혼
- 이유청
- 유담년
- 조원기
- 이자건
- 김안국
- 김극핍
- 김전
- 황형
- 이행
- 안윤덕
- 임유겸
- 조계상
- 손중돈
- 성운
- 한형윤
- 홍언필
- 한효원
- 조윤손
- 조원기
- 조계상
- 김당
- 조계상
- 윤인경
- 조계상
- 안윤덕
- 유보
- 소세양
- 윤인경
- 조윤손
- 윤임
- 심언광
- 서지
- 신공제
- 허흡
- 윤임
- 반석평
- 서지
- 정사룡
- 조윤손
- 심언광
- 김인손
- 정백붕
- 심언광'
- 황침
- 성세창
- 윤희평
- 이귀령
- 이기
- 유관
- 정옥형
- 송흠
- 윤세호
- 윤임
- 홍경림
- 이귀령
- 홍경림
- 한숙
- 허자
- 상진
- 유인숙
- 정사룡
- 유인숙

###### 인종
- 유인숙
- 허자

###### 명종
- 허자
- 정순붕
- 임권
- 윤사익
- 이명규
- 홍섬
- 조사수
- 이명
- 심광언
- 심통원
- 유진동
- 채세영
- 정사룡
- 원계검
- 이량
- 정유길
- 채세영
- 이탁
- 조언수
- 이황
- 유강
- 박영준
- 이탁
- 김개
- 박충원

###### 선조
- 유잠
- 원혼
- 정유길
- 송기수
- 박영준
- 원혼
- 황임
- 안자유
- 박충간
- 한응인
- 권징
- 김명원
- 심희수
- 구사맹
- 이덕형
- 구사맹
- 이축
- 신점
- 이헌국
- 이증
- 윤자신
- 신점
- 이광정
- 이증
- 이충원
- 송언신
- 심희수
- 기자헌
- 황진
- 윤형
- 윤돈
- 이노

###### 광해군
- 이시언
- 윤국형
- 황신
- 서성
- 윤국형
- 이시언
- 이준
- 한효순
- 이상의
- 조진
- 이정구

###### 인조
- 이흥립
- 이경립
- 이광정
- 정광적
- 이수광
- 정광적
- 신경진
- 이서
- 심열
- 김신국
- 이서
- 구굉
- 장현광
- 심기원
- 이상길
- 심집
- 김상헌
- 조익
- 심열
- 장유
- 구굉
- 이시백
- 구굉
- 남이공
- 구굉
- 윤휘
- 정세규
- 이시백
- 허휘
- 구인후
- 정태화
- 이시방
- 한흥일
- 최내길
- 정세규

###### 효종
- 이시방
- 허휘
- 원두표
- 박서
- 이시방
- 구인후
- 홍무적
- 김신국
- 이해
- 원두표
- 정세규
- 이기조
- 심액
- 이완
- 윤경
- 윤강
- 이시방
- 신준
- 김남중
- 이시방
- 정치화

###### 현종
- 김남중
- 정치화
- 민응형
- 오준
- 정치화
- 김남중
- 조형
- 홍중보
- 이일상
- 김좌명
- 이완
- 윤순지
- 이일상
- 윤강
- 이완
- 윤강
- 이완
- 구인기
- 김좌명
- 이해
- 오정일
- 민정중
- 유혁연
- 이경억
- 민희
- 이경억
- 박장원
- 이완
- 유혁연
- 남용익
- 장선징
- 남용익
- 이정영

###### 숙종
- 이상진
- 유혁연
- 민점
- 윤휴
- 이지익
- 홍우원
- 이무
- 오정위
- 유혁연
- 민정중
- 민유중
- 이정영
- 이홍연
- 신여철
- 신정
- 정재숭
- 김만중
- 이익상
- 오두인
- 홍만용
- 김우형
- 박신규
- 유상운
- 이익상
- 신여철
- 윤계
- 심재
- 윤심
- 민종도
- 유명천
- 민종도
- 유하익
- 윤심
- 유하익
- 오정위
- 오시복
- 오정위
- 민종도
- 이집
- 이의징
- 심재
- 권유
- 윤이제
- 민종도
- 유하익
- 정유악
- 유명현
- 신익상
- 신여철
- 이세백
- 임상원
- 박세당
- 윤증
- 박태상
- 정재희
- 윤지선
- 임상원
- 이세화
- 김진구
- 박세당
- 신여철
- 김진구
- 신여철
- 이세화
- 이언강
- 서종태
- 엄집
- 김구
- 홍수헌
- 이인엽
- 김구
- 서종태
- 홍수헌
- 조태채
- 서종태
- 이광적
- 홍수헌
- 서종태
- 송창
- 홍수헌
- 이기하
- 유득일
- 윤이도
- 김석연
- 최규서
- 이언강
- 이광적
- 조태구
- 황흠
- 윤덕준
- 김진규
- 김석연
- 송상기
- 조태채
- 김석연
- 민진원
- 신임
- 조태구
- 송상기
- 정호
- 유집일
- 민진후
- 이만성
- 임방
- 황흠

###### 경종
- 민진원
- 조태구
- 민진원
- 유명웅
- 이관명
- 한배하
- 조태억
- 이조
- 조태억
- 홍만조
- 이인징
- 박태항
- 김시환
- 심수현

###### 영조
- 이태항
- 신임
- 이인징
- 민진원
- 심택현
- 조도빈
- 이관명
- 이병상
- 황일하
- 이병상
- 심택현
- 황일하
- 권엄
- 권성
- 권엄
- 신사철
- 권엄
- 이병상
- 윤헌주
- 이유민
- 이병상
- 심단
- 이인징
- 김시환
- 심단
- 이태좌
- 박사익
- 김시환
- 김동필
- 윤순
- 서명균
- 이삼
- 신사철
- 윤순
- 권이진
- 장붕익
- 송성명
- 이삼
- 신사철
- 김흥경
- 심수현
- 심택현
- 조상경
- 김취로
- 이삼
- 윤순
- 조정만
- 윤유
- 김시환
- 송진명
- 윤순
- 김취로
- 이기익
- 송성명
- 송진명
- 윤순
- 윤혜교
- 윤양래
- 이병상
- 윤순
- 조상경
- 박사수
- 김유경
- 신사철
- 윤순
- 송성명
- 조현명
- 민응수
- 이병상
- 이재
- 조상경
- 신사철
- 이주진
- 이병상
- 서종옥
- 신사철
- 김시형
- 신사철
- 이덕수
- 이종성
- 이병상
- 유엄
- 조원명
- 김시혁
- 원경하
- 윤용
- 이기진
- 이종성
- 이춘제
- 김약로
- 이하원
- 이주진
- 원경하
- 김약로
- 조관빈
- 이기진
- 김약로
- 조관빈
- 서종급
- 유엄
- 정익하
- 조관빈
- 이춘제]
- 원경하
- 조관빈
- 정익하
- 이보혁
- 홍중정
- 이성중
- 이철보
- 이중경
- 이정보
- 윤득재
- 이지억
- 김양택
- 김치인
- 신회
- 윤봉구
- 조명정
- 윤봉구
- 남태제]
- 이지억
- 구윤명
- 황인검
- 원경순
- 홍상한
- 홍계희
- 홍상한
- 심성진
- 이익정
- 이태화
- 한익모
- 윤급
- 남태제
- 정홍순
- 홍중효
- 남태제
- 홍인한
- 김상중
- 이길보
- 변치명
- 조엄
- 송징계
- 구선행
- 김시묵
- 윤동섬
- 김시묵
- 서명응
- 김한기

###### 정조
- 김종정
- 이계
- 이중호
- 구윤옥
- 박종덕
- 서명선
- 홍낙순
- 윤득양
- 구윤옥
- 홍낙성
- 정호인
- 이휘지
- 조중회
- 홍낙성
- 권도
- 구윤옥
- 홍낙춘
- 정호인
- 조중희
- 이연상
- 윤동섬
- 홍낙성
- 구윤명
- 이복원
- 서유경
- 구선복
- 서유경
- 김종수
- 윤동석
- 이명식
- 서유경
- 황준
- 정일상
- 서유경
- 이감
- 정민시
- 조시준
- 구선복
- 채제공
- 서유녕
- 오재순
- 정상순
- 구선복
- 홍양호
- 이명식
- 김종수
- 이재협
- 김화진
- 김용겸
- 이문원
- 서유녕
- 이문원
- 서호수
- 이성원
- 이문원
- 정방
- 조시준
- 김이소
- 김종수
- 권도
- 구윤옥
- 정창순
- 이감
- 윤숙
- 변득양
- 서회수
- 신응현
- 김사목
- 권엄
- 이민보
- 정경순
- 윤방
- 조종현
- 이복영
- 이갑
- 구익
- 이경옥
- 서호수
- 이치중
- 구익
- 구상
- 심풍지
- 오재순
- 김상집
- 정창순
- 이성규
- 서유린
- 임희증
- 윤사국
- 김문순
- 이갑
- 이병정
- 이치중
- 변득양
- 구상
- 서유방
- 이재학
- 신사운
- 유공
- 서정수
- 이치중
- 이시수
- 이가환
- 서유린
- 한광계
- 기언정
- 홍억
- 김상집
- 심이지
- 정존중
- 신사운
- 신광리
- 송환기
- 황승원
- 김상집
- 조상진
- 이성보
- 김화진
- 김문순
- 정민시
- 조진관
- 이성규
- 윤홍렬
- 박종갑
- 김문순
- 조진관
- 서매수
- 이조원
- 정창순
- 김익휴
- 권유
- 서매수
- 권유
- 조상진
- 정민시
- 홍양호
- 정민시
- 황승원
- 이병정
- 김문순
- 이치중
- 홍억
- 한용귀
- 이경일
- 이만수
- 이의필

## 속아문
공조에서 관장하는 속아문(屬衙門, 하급 관청)은 아래와 같다.
- 상의원(尙衣院)
- 선공감(繕工監)
- 수성금화사(修城禁火司)
- 전연사(典涓司)
- 장원서(掌苑署)
- 조지서(造紙署)
- 와서(瓦署)